# Зигерт, Август Фридрих
Авгу́ст Фри́дрих Зи́герт (нем. August Friedrich Siegert; 5 марта 1820, Нойвид — 13 октября 1883, Дюссельдорф) — немецкий живописец.

## Биография

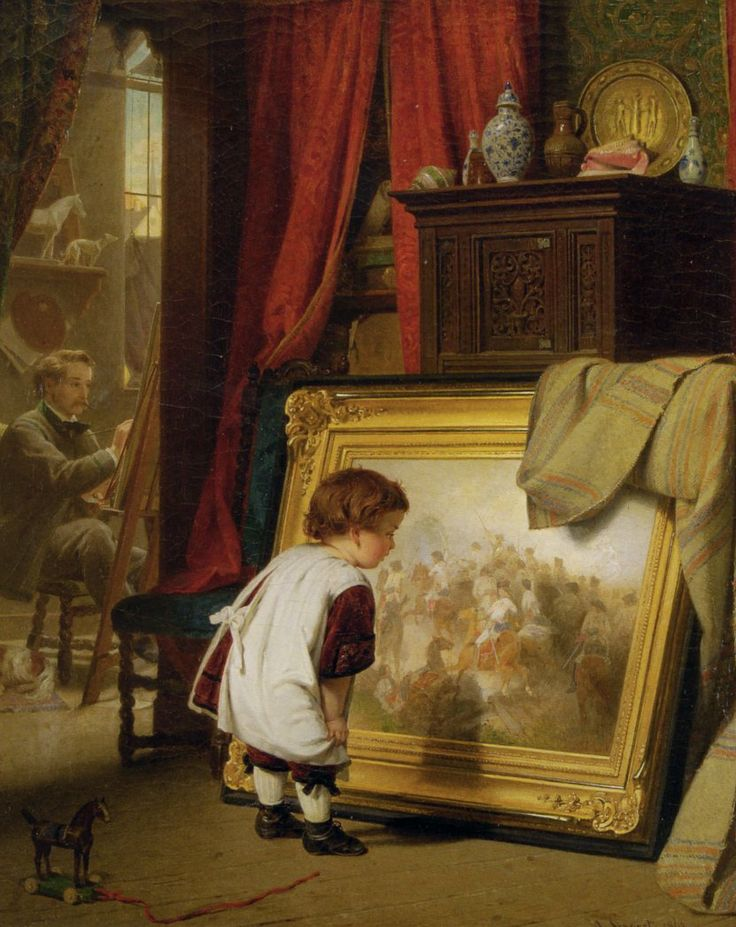
Картина Die kleine Kunstkennerin

С 1835 по 1846 обучался в Дюссельдорфской академии художеств, под руководством Шадова и Гильдебрандта; после чего работал в Голландии и Франции и, с 1851, жил в Дюссельдорфе.
Начав свою карьеру историческими полотнами («Лютер на Вормском соборе», «Император Максимилиан помогает Альбрехту Дюреру», «Давид и Авесса в шатре Саула» и пр.), он вскоре перешёл к жанровой живописи, которая и принесла ему известность. Многие из его картин в этом роде, полных жизни, остроумия и веселья, привлекательных столько же по содержанию, сколько и по мастерскому исполнению, получили большую популярность, благодаря изданным их воспроизведениям в гравюрах и фотографиях.
Из них лучшими можно признать следующие: «Добро пожаловать» (1851), «Дети трубача», «Праздничный день» (1852), «Семейство бедняка, угощаемое в богатом доме», «Солдаты, играющие в кости», «Дети в мастерской художника», «Монастырская дверь», «Любовная услуга» (1871) и «В доме лесничего».